# Cotechino

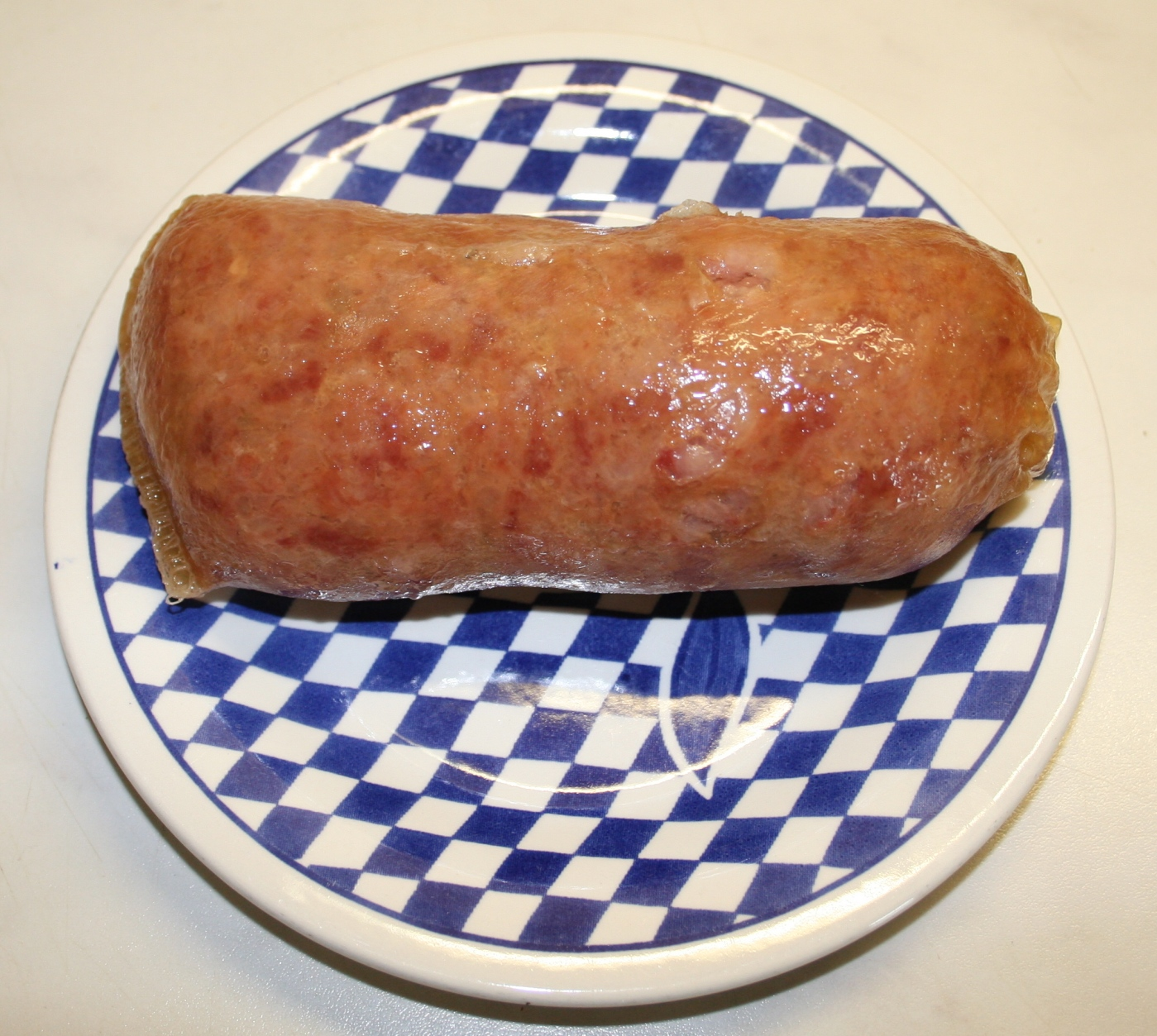
Cotechino cotto, pronto da servire

Il cotechino è un tipo d'insaccato consumato cotto e diffuso in tutte le regioni del nord Italia. Deve il suo nome alla cotica, la cotenna di maiale, e prende nomi locali a seconda della zona in cui viene preparato. La tradizione vuole che sia l'alimento da degustare il primo giorno dell'anno o l'ultimo accompagnato dalle lenticchie. Una specialità simile è lo Zampone di Modena.

## Ingredienti e preparazione
Si prepara riempiendo il budello con un impasto fatto di:
- cotenna;
- carne di maiale, solitamente non tagli pregiati;
- cartilagini tritate;
- pancetta;

condito con sale e spezie (per esempio rosmarino). 
Simile al cotechino, in Veneto e Friuli è il musetto, fatto principalmente con carni derivanti dal muso del maiale.
La pezzatura varia da pochi etti (formato salsiccia) a più di un chilo (formato grosso salame). Richiede tempi lunghi di cottura, a fuoco basso per non rompere il budello, in modo che le cotenne diventino morbide.
Si procede forando la pelle in parecchi punti per permettere la fuoriuscita del grasso durante la cottura, lo si lega, si immerge in una pentola coperto di acqua fredda e si mette a bollire a fuoco basso per circa quattro ore.
Alcuni sostituiscono l'acqua dopo un paio d'ore con altra già bollente.

## Riconoscimenti
Il cotechino di Modena è un salume a Indicazione geografica protetta (IGP).
Cinque regioni hanno inserito il cotechino nell'elenco dei prodotti agroalimentari tradizionali: 
- Emilia-Romagna: cotechino di Modena, insieme allo Zampone modenese. (Cùdghèin in dialetto modenese); bël e cöt (Russi)
- Lombardia: cotechino (bianco, cremonese, della bergamasca, mantovano, pavese)
- Molise: cotechino (formato salsiccia)
- Trentino: cotechino di maiale
- Veneto: sono riconosciuti sette diversi prodotti: coeghin nostrano padovano; coessin co la lengua del basso vicentino, coessin del basso vicentino, coessin della Val Leogra, coessin in onto del basso vicentino, coessin co lo sgrugno, cotechino di puledro, codeghin de Lavagno